# Funkcja lokalnie całkowalna
Funkcja lokalnie całkowalna – funkcja, która jest całkowalna na każdym zbiorze zwartym, ale może nie być całkowalna na zbiorach otwartych. Takie funkcje mają zastosowanie w analizie funkcjonalnej i odgrywają także ważną rolę w teorii dystrybucji. Pojęcie funkcji lokalnie całkowalnych można uogólnić do pojęcia funkcji lokalnie p-całkowalnych.

## Definicja
Zdefiniujemy funkcje lokalnie całkowalne oraz przestrzeń funkcyjną {\displaystyle L_{\mathrm {loc} }^{1}.} Niech {\displaystyle \Omega \subset \mathbb {R} ^{n}} będzie zbiorem otwartym i niech {\displaystyle f\colon \Omega \to \mathbb {C} } będzie funkcją mierzalną względem miary Lebesgue’a. Funkcję {\displaystyle f} nazwiemy lokalnie całkowalną, jeśli dla każdego zbioru zwartego {\displaystyle K\subset \Omega } całka Lebesgue’a jest skończona, czyli
{\displaystyle \int _{K}|f(x)|\,\mathrm {d} x<\infty .}
Zbiór wszystkich takich funkcji oznaczymy {\displaystyle {\mathcal {L}}_{\operatorname {loc} }^{1}(\Omega )}. Jeśli utożsamimy ze sobą te funkcje z {\displaystyle {\mathcal {L}}_{\operatorname {loc} }^{1}(\Omega ),} które są równe prawie wszędzie, to otrzymamy w ten sposób przestrzeń unormowaną {\displaystyle L_{\operatorname {loc} }^{1}(\Omega )}.
Równoważna definicja wypływa z teorii dystrybucji:
{\displaystyle L_{\operatorname {loc} }^{1}(\Omega ):=\left\{f\in L^{0}(\Omega )\,\left|\,\int _{\mathbb {R} ^{n}}f(x)\phi (x)\,\mathrm {d} x<\infty ,\ \phi \in {\mathcal {D}}(\Omega )\right.\right\},}
gdzie {\displaystyle L^{0}(\Omega )} oznacza przestrzeń funkcji mierzalnych z {\displaystyle \Omega } do {\displaystyle \mathbb {R} } (ściślej: klas równoważności funkcji mierzalnych, które są równe prawie wszędzie), a {\displaystyle {\mathcal {D}}(\Omega )\cong C_{c}^{\infty }(\Omega )} jest przestrzenią funkcji testowych.

## Przykłady
- Funkcja charakterystyczna nieograniczonego zbioru {\displaystyle \Omega \subset \mathbb {R} ^{n}} jest lokalnie całkowalna, ale nie jest całkowalna.
- Wszystkie funkcje ciągłe są lokalnie całkowalne.
- Wszystkie funkcje z przestrzeni {\displaystyle L^{p}} są lokalnie całkowalne.
- Funkcja dana wzorem

{\displaystyle f(x)={\begin{cases}{\frac {1}{x}}&x\neq 0\\0&x=0\end{cases}}}
nie jest lokalnie całkowalna, bo nie jest całkowalna na żadnym zbiorze zwartym zawierającym {\displaystyle x=0.}

## Funkcja lokalnie p-całkowalna
Analogicznie do {\displaystyle L_{\mathrm {loc} }^{1}(\Omega )} możemy zdefiniować również przestrzeń {\displaystyle L_{\mathrm {loc} }^{p}(\Omega ).} Niech {\displaystyle \Omega \subset \mathbb {R} ^{n}} będzie zbiorem otwartym lub σ-zwartym. Mierzalną w sensie Lebesgue’a funkcję {\displaystyle f\colon \Omega \to \mathbb {C} } nazwiemy lokalnie p-całkowalną, jeśli wyrażenie
{\displaystyle \int _{K}|f(x)|^{p}\,\mathrm {d} x}
istnieje dla ustalonego {\displaystyle p\geqslant 1} wszystkich zbiorów zwartych {\displaystyle K\subset \Omega }.